# 酒井忠夫
酒井 忠夫（さかい ただお、1912年3月25日 - 2010年2月19日）は、日本の中国史学者。

## 経歴
出生から修学期
1912年、福井県坂井郡棗村小幡（現・福井市）で生まれた。東京高等師範学校を経て、東京文理科大学東洋史学科に進学。1935年に卒業。
中国研究者として
修了後は、中華民国・東亜研究所に勤務。敗戦で引き揚げ帰国。
太平洋戦争後
1961年、学位論文『中国善書の研究』を東京教育大学に提出して文学博士号を取得。東京教育大学教授を務め、1975年に定年退官し、東京教育大学名誉教授となった。その後は、シンガポール南洋大学客員教授。1976年より立正大学教授を務め、1982年に退任した。2010年に死去。

## 著作
著書
- 『世界史研究』績文堂出版(新学生研究叢書) 1953
- 『中国善書の研究』弘文堂 1960
  - 再版 国書刊行会 1972
- 『詳解世界史 テーブル式』評論社 1965
- 『精説世界史研究』中教出版 1971
- 『中国民衆と秘密結社』吉川弘文館(ユーラシア文化史選書) 1992
- 『中國日用類書史の研究』国書刊行会 2011

著作集
- 『酒井忠夫著作集』(全6巻) 国書刊行会 1997-2002

1. 1巻 『増補中国善書の研究』1999
2. 2巻 『増補中国善書の研究』2000
3. 3巻 『中国幇会史の研究 紅幇篇』1998
4. 4巻 『中国幇会史の研究 青幇篇』1997
5. 5巻 『道家・道教史の研究』2011
6. 6巻 『近・現代中国における宗教結社の研究』2002

共編著
- 『世界史精選問題集』編著、績文堂出版 1954
- 『くわしく学べる中学生の歴史』横山十四男共著、績文堂出版 1959
- 『道教の総合的研究』編、国書刊行会 1977
- 『東南アジアの華人文化と文化摩擦』編、巌南堂書店(叢書・アジアにおける文化摩擦) 1983
- 『日本・中国の宗教文化の研究』山田利明・福井文雅共編、平河出版社 1991
- 『台湾の宗教と中国文化』編、風響社 1992
- 『道教の伝播と古代国家』(選集道教と日本 1) 野口鉄郎共編、雄山閣出版 1996
- 『中國日用類書集成』(全14卷) 酒井監修、坂出祥伸・小川陽一編、汲古書院 2000-2004

記念論集
- 『歴史における民衆と文化 酒井忠夫先生古稀祝賀記念論集』国書刊行会 1982

## 参考
- セブンネットショッピング
- 酒井忠夫先生を送る 大川富士夫 「立正大学文学部論叢」1982-07
- 「酒井忠夫先生略歴・主要著述目録 (酒井忠夫先生を送る) 」『立正大学文学部論叢』1982-07